# Alt Hvad Du Har
Alt Hvad Du Har (How Do You Know) er en amerikansk komediefilm instrueret, skrevet og produceret af James L. Brooks. I filmen medvirker Reese Witherspoon, Paul Rudd, Owen Wilson og Jack Nicholson i hovedrollerne.
Filmen blev indspillet i Philadelphia og Washington, D.C. Den havde premiere i Danmark 17. december 2010.

## Handling
En romantisk komedie centreret om trekantsdramaet mellem den professionelle softball-spiller Lisa Jorgenson (Reese Witherspoon), en virksomhedsleder og major league-pitcheren Matty Reynolds (Owen Wilson).

## Medvirkende
- Reese Witherspoon – Lisa Jorgenson
- Paul Rudd – George Madison
- Owen Wilson – Matty  Reynolds
- Jack Nicholson – Charles Madison